# برونوين ليا
برونوين ليا (بالإنجليزية: Bronwyn Lea)‏ هي كاتِبة وشاعرة أسترالية، ولدت في 1969 في لاونسستون في أستراليا.